# Carlo Pallavicino
Carlo Pallavicino, auch Pallavicini (um 1630 in Salò – 29. Januar 1688 in Dresden), war ein italienischer Komponist.

## Leben
Von 1666 bis 1673 wirkte er am Dresdner Hof, von 1674 bis 1685 am Ospedale degli incurabili (einem Waisenhaus und Konservatorium, an dem Waisenkinder musikalisch ausgebildet wurden) in Venedig, danach wieder in Dresden. Im August und September 1687 befand er sich mit dem Konzertmeister Georg Gottfried Backstroh in Venedig. Er beantragte Verlängerung seines Urlaubs, weil seine Gattin ihre Entbindung erwartete, was jedoch abgelehnt wurde. Sein Grab befindet sich im Kloster St. Marienstern.
Er schuf mehr als 20 Opern, die in Venedig und Dresden zur Uraufführung kamen, des Weiteren ein Oratorium und sakrale Werke. Von 1674 bis 1686 arbeitete er mit dem venezianischen Librettisten Matteo Noris zusammen und vertonte neun seiner Operntexte. 1678 wählte die einflussreiche venezianische Familie Grimani ein Werk Pallavicinos – Vespasiano – zur Eröffnungsvorstellung ihres neuen Teatro di S. Giovanni Grisostomo in Venedig. Zumindest elf weitere Uraufführungen des Komponisten fanden bis 1687 in diesem Hause statt.
Sein Sohn, der Dresdner Hofdichter Stefano Pallavicini war ein bekannter Librettist.

## Opern (Auswahl)
- 1674: Diocleziano (Libretto: Matteo Noris)
- 1675: Galieno (Matteo Noris)
- 1678: Vespasiano, Teatro di S. Giovanni Grisostomo
- 1679: Nerone, S. Giovanni Grisostomo
- 1679: Le Amazzoni nell’isole fortunate, Teatro di Marco Contarini (Libretto: Francesco Maria Piccioli)
- 1682: Bassiano ovvero Il maggior impossibile (Matteo Noris)
- 1682: Carlo re d'Italia (Matteo Noris), 20. Januar, S. Giovanni Grisostomo
- 1683: Il re infante (Matteo Noris), S. Giovanni Grisostomo
- 1683: Licinio imperatore (Matteo Noris), S. Giovanni Grisostomo
- 1684: Ricimero re de' Vandali (Matteo Noris), 22. Januar, S. Giovanni Grisostomo
- 1686: Massimo Puppieno, S. Giovanni Gristostomo
- 1685: Penelope la casta (Matteo Noris), 28. Januar, S. Giovanni Grisostomo
- 1686: Amore inamorato (Matteo Noris), 19. Januar, S. Giovanni Gristostomo
- 1686: Didone delirante, S. Giovanni Gristostomo
- 1686: Elmiro re di Corinto, S. Giovanni Gristostomo
- 1687: La Gerusalemme liberata, S. Giovanni Gristostomo, 2. Februar, Komödienhaus Dresden